# Крапивный червец
Крапивный червец (лат. Orthezia urticae) — вид мелких пластинчатых червецов семейства Ortheziidae.

## Распространение
Палеарктика, северная Евразия и северная Африка (кроме пустынь) от Западной Европы до Алжира, Марокко, Китая и Туркмении. Тува. На Дальнем Востоке: Камчатский край, Приморский край, Сахалинская область, Курильские острова.

## Описание
Мелкие пластинчатые червецы. Сверху спина самок покрыта белыми восковыми пластинками. Восковый налёт округлён. Имеют 7—8 пар брюшных дыхалец. Обнаружены на стеблях и листьях, питаются соками разнообразных травянистых растений, таких как крапива, полынь, бадан, спирея и многие другие (широкий полифаг). Вид был впервые описан в 1758 году шведским натуралистом Карлом Линнеем под первоначальным названием Aphis urticae Linnaeus, 1758. Таксон включён в состав рода Orthezia Bosc, 1784 вместе с видами O. yashushii, O. ambrosicola, O. annae, O. argrimoniae, O. boliviana, O. sonorensis, O. lasiorum, и другими.